# Bella Sims
Arabella "Bella" Sims, född 25 maj 2005, är en amerikansk simmare.

## Karriär
I juli 2021 vid OS i Tokyo erhöll Sims silver efter att ha simmat försöksheatet på 4×200 meter frisim där USA sedermera tog silver i finalen.
I juni 2022 vid VM i Budapest var Sims var en del av USA:s kapplag som tog guld och satte ett nytt mästerskapsrekord på 4×200 meter frisim.